# 洞院公尹
洞院 公尹（とういん きんただ）は、鎌倉時代中期の公卿。左大臣・洞院実雄の四男。官位は正二位・権中納言。

## 出自
洞院家の四男であり生母が白拍子にもかかわらず権中納言まで昇った。このことにより外戚家として洞院家の当時の権勢がしのばれる。叙爵されてから約30年後に薨去していることから、比較的若年で薨じたと考えられる。

## 経歴
以下、『公卿補任』と『尊卑分脈』の内容に従って記述する。
文永5年（1268年）1月7日、叙爵。文永6年（1269年）4月10日、従五位上に昇叙。文永8年（1271年）1月5日、正五位下に昇叙。文永9年（1272年）12月20日、侍従に任ぜられる。文永10年（1273年）11月20日、父の喪が明けて復任した。文永11年（1274年）9月10日、左少将に任ぜられる。文永12年（1275年）1月14日、下野権介を兼ねる。建治2年（1276年）1月5日、従四位下に昇叙。同月7日、少将は元の如し。弘安3年（1280年）1月5日、従四位上に昇叙。弘安6年（1283年）4月5日、正四位下に昇叙。弘安7年（1284年）1月13日、左中将に転任。
正応元年（1288年）11月8日、参議に任ぜられる。左中将は元の如し。同月10日、備中権守を兼ねる。同月21日、従三位に叙せられる。正応3年（1290年）12月8日、正三位に昇叙。同月25日、権中納言に任ぜられる。正応5年（1292年）7月28日、従二位に昇叙。永仁元年（1293年）12月13日、権中納言を辞退。永仁2年（1294年）1月6日、正二位に昇叙。正安元年（1299年）12月10日、薨去。